# Strajki w II Rzeczypospolitej
Strajki w II Rzeczypospolitej – lista strajków, które odbyły się w Polsce w latach 1918–1939.

## Przed 1926
- 1918: demonstracja robotników stolicy w grudniu 1918 przeciw posunięciom ówczesnego rządu, z inicjatywy Komunistycznej Partii Robotniczej Polski[potrzebny przypis].
- 1919: strajk powszechny w Zagłębiu Dąbrowskim w lutym 1919 r., ogólnopolski strajk powszechny w marcu, strajk powszechny robotników rolnych[1]. Władze administracyjne, wykorzystując specjalne przepisy wyjątkowe przeciw robotnikom rolnym, aresztowały wówczas 4750 robotników. Wojna polsko-bolszewicka spowodowała ustanie strajków, które uległy wznowieniu po podpisaniu pokoju w Rydze[potrzebny przypis].
- 1920: strajk kolejarzy w Poznaniu[2].
- 1921–1922.: strajk kolejarzy w lutym i marcu 1921 r., późniejszy solidarnościowy strajk generalny w całym kraju, strajk włókniarzy łódzkich, powszechny strajk rolny w Wielkopolsce[3] i na Pomorzu, strajk górników Zagłębia Dąbrowskiego i kopalń okręgu krakowskiego, rozruchy głodowe w Rawiczu[4]. Ważną rolę w akcjach strajkowych odgrywali robotnicy zorganizowani w związkach zawodowych, takich jak Zjednoczenie Zawodowe Polskie, związane z Narodową Partią Robotniczą[potrzebny przypis].
- 1923: strajk włókniarzy Łodzi, robotników Częstochowy, Warszawy, Borysławia, Ostrowca Świętokrzyskiego i Starachowic, wielki strajk górników i hutników Górnego Śląska w październiku, strajk kolejarzy i pocztowców[potrzebny przypis]. Najgłośniejszym wydarzeniem stały się zamieszki krakowskie[5]. W odpowiedzi na wprowadzenie przez administrację stanu wyjątkowego 5 listopada 1923 r. wybuchł w Krakowie strajk powszechny. Przekształcił się on w manifestację, robotnicy zbrojnie opanowali miasto. W tym samym dniu miały miejsce krwawe zajścia w Borysławiu, następnego dnia w Tarnowie. W sumie w listopadzie zginęło 40 osób, kilkaset odniosło rany.
- 1924: reforma waluty przeprowadzona w 1924 r. przez rząd Władysława Grabskiego przyniosła osłabienie walk strajkowych, motywowanych przez warunki ekonomiczne (inflacja) i przeciw posunięciom ówczesnego gabinetu – rządu „Chjeno-Piasta”[potrzebny przypis].
- 1926: Strajk warszawskich tramwajarzy i pracowników telefonów, rozruchy z udziałem bezrobotnych w Kaliszu, krwawe starcia protestujących z policją w Stryju, Włocławku i Lublinie[6]. 13 maja strajk kolejarzy z inicjatywy PPS, który uniemożliwił wojskom rządowym dodarcie do Warszawy podczas przewrotu majowego.

## Rządy sanacyjne
- 1928: trzytygodniowy strajk powszechny 106 tys. włókniarzy łódzkich w październiku[potrzebny przypis].
- 1930: strajk bezrobotnych - demonstracje pod hasłami „Pracy i chleba”, które często miały burzliwy przebieg (w starciach z policją padali ranni), m.in. marsz Głodnych w Sanoku 6 marca[7][8]. W początkowym okresie z uwagi na obawę przed utratą pracy nie dochodziło do podejmowania przez robotników masowych akcji strajkowych[potrzebny przypis].
- 1931: strajk górników Zagłębia Dąbrowskiego i Krakowskiego, podczas którego policja zabiła 5 osób, wiele odniosło rany. Dwa strajki tramwajarzy: w czerwcu i listopadzie. Przez dwa miesiące strajkowali jedwabnicy łódzcy. Nową formą walki stał się strajk okupacyjny, tzw. polski. Jednym z pierwszych był głośny strajk w hucie szkła „Hortensja” w Piotrkowie i w fabryce „Pepege” w Grudziądzu. Na fali protestów przeciwko procesowi brzeskiemu, w sytuacji związanej z kryzysową pauperyzacją i radykalizacją mas chłopskich z połączenia PSL „Wyzwolenie”, Stronnictwa Chłopskiego i PSL „Piasta” powstało antyrządowe Stronnictwo Ludowe, postulujące m.in. realizację korzystnej dla chłopów reformy rolnej. W tym roku coraz powszechniejsze stały się wystąpienia chłopów, kierowane początkowo przeciw egzekwowaniu długów i zaległych podatków. Wystąpienia te, np. w Lubartowie w województwie lubelskim, spotykały się z przeciwdziałaniem policji[potrzebny przypis].
- 1932: strajki w kopalniach „Renard”, „Ksawery”, „Klimontów” i „Saturn” (Czerwone Zagłębie), które obok ekonomicznych, miały też często cele polityczne. 16 marca odbył się, proklamowany przez KCZZ, jednodniowy strajk generalny przeciw projektom ustaw pogarszających warunki pracy i ubezpieczenia społeczne. Przez 17 dni ponownie strajkowali robotnicy huty „Hortensja”, a także włókniarze łódzcy. W tym roku zaczęły się upowszechniać tzw. strajki chłopskie, które polegały na zbiorowym bojkocie przez chłopów targów, co spowodowane było pobieraniem od nich nadmiernych opłat na jarmarkach. Tę formę wystąpień, którą kierowało na ogół Stronnictwo Ludowe, zapoczątkowano w powiecie limanowskim. W czerwcu tegoż roku, w czasie obchodów Święta Ludowego, doszło do krwawych zajść w Łapanowie koło Bochni. Wkrótce potem wystąpienia chłopskie ogarnęły powiat leski. Strajki chłopskie miały także miejsce w miejscowościach Kozodrza, Nockowa, a także Jadów w powiecie radzymińskim, gdzie po starciu z policją na targu chłopi tego powiatu strajkowali przez kilka tygodni. Wystąpienia chłopskie powtórzyły się jesienią tego roku, a także w roku następnym. Wystąpienia chłopskie objęły 6 powiatów Małopolski, w wyniku czego zginęło kilkudziesięciu chłopów, a setki odniosło rany.
- 1933: akcje strajkowe pracowników zakładów użyteczności publicznej, strajk okupacyjny w warszawskiej fabryce radiotechnicznej „Dzwonkowa”, w którym brutalnie interweniowała policja; a także połączony z głodówką strajk okupacyjny w kopalniach „Mortimer” i „Klimontów”. Największe znaczenie miał strajk powszechny włókniarzy okręgu łódzkiego, w czasie którego padli zabici robotnicy[9][10]. Strajki okupacyjne miały miejsce w kopalniach „Kazimierz”, „Juliusz”, „Jakub”, fabrykach „Perkun” w Warszawie i „Metalurgia” w Częstochowie, zakładach włókienniczych „Lenko” w Bielsku-Białej. Poza postulatami o charakterze ekonomicznym (wzrost płac, zniesienie kryzysowego ustawodawstwa pracy), pojawiały się również postulaty o charakterze politycznym, np. kierowane przeciwko konstytucji kwietniowej[potrzebny przypis].
- 1934: ponieważ od końca 1933 r. powoli rosła produkcja i zwiększało się zatrudnienie, w roku 1934 strajkowało 369 tys. robotników, a w roku następnym 450 tys. Krwawa środa w Lublinie[11].
- 1935: doszło do zbliżenia postaw partii robotniczych, w czerwcu w większych ośrodkach miejskich odbyły się konferencje robotnicze, zwołane przez terenowe organizacje PPS, KPP i żydowskiej partii socjalistycznej Bund, na których zdecydowano o proklamowaniu przez związki zawodowe strajków protestacyjnych przeciw sanacyjnej ordynacji wyborczej do sejmu i senatu, w których uczestniczyło około 200 tys. robotników. Coraz wyraźniej uniezależniał się związany dotąd z sanacją Związek Związków Zawodowych; nastąpiła też konsolidacja organizacji zawodowych pracowników umysłowych. Tzw. ruch pracowniczy stał się stopniowo istotnym czynnikiem w różnego rodzaju masowych wystąpieniach. Ponadto zwiększeniu aktywności strajkowej sprzyjała działalność takich organizacji, jak Liga Obrony Praw Człowieka i Obywatela, Kluby Demokratyczne, a następnie Stronnictwo Demokratyczne. W końcu roku 1935 rozpoczęła się walka o amnestię dla więźniów politycznych. Zaangażowały się w niej KPP, PPS, Stronnictwo Ludowe, demokratyczne kręgi inteligenckie, czołowi intelektualiści kraju, organizacje młodzieżowe: nielegalny KZMP, OM TUR, ZMW RP „Wici”. Walka ta przyniosła poważny sukces: 3500 uwięzionych komunistów odzyskało wolność, a około 5 tys. więźniów politycznych zmniejszono wymiar kary. Ponadto znacznemu ograniczeniu uległa działalność obozu w Berezie Kartuskiej.
- 1936: w efekcie wymienionych wyżej czynników, fala strajków i akcji protestacyjnych rozpoczęta w tym roku osiągnęła rozmiary nienotowane w całym dwudziestoleciu międzywojennym[potrzebny przypis]. W styczniu podjęło akcję strajkową 15 tys. pracowników monopoli państwowych. Wkrótce potem zastrajkowało 12 tys. pracowników miejskich w Warszawie, do akcji przyłączyli się robotnicy z innych zakładów stolicy. W lutym zastrajkowali górnicy Zagłębia i Śląska, zaś w marcu 130 tys. włókniarzy łódzkich. Strajki te przynosiły z reguły sukcesy[potrzebny przypis]. Po brutalnym usunięciu przez policję robotnic okupujących krakowską fabrykę „Semperit”, 23 marca proklamowano w mieście strajk protestacyjny, zakończony demonstracją uliczną, w trakcie której policja otworzyła ogień i zginęło 9 osób[12]. Tego dnia w Częstochowie padł w demonstracji ulicznej bezrobotny. Po pogrzebie zamordowanych, połączonym ze strajkiem powszechnym w Krakowie, 2 kwietnia ogłoszono jednogodzinny strajk protestacyjny w całym kraju. Niecałe dwa tygodnie później policja zaatakowała kilkutysięczną demonstrację bezrobotnych we Lwowie. Pogrzeb zabitego wówczas młodego bezrobotnego Władysława Kozaka przekształcił się w strajk powszechny i demonstrację, w czasie której w walkach z policją zginęło kilkanaście do kilkudziesięciu osób[13][14]. Do kolejnych strajków doszło 1 maja 1936 r. Ogólna ilość strajkujących wyniosła w tym roku 675 tys. osób. Wystąpieniom towarzyszyły interwencje policji, nierzadko z użyciem broni. Nowo powołany premier, gen. Felicjan Sławoj Składkowski stwierdził „policja strzela i strzelać będzie!” Rząd zaczął też stosować inne środki represji. Zaostrzono cenzurę i zamykano antyrządowe czasopisma. Rozwiązano Ligę Obrony Praw Człowieka i Obywatela oraz Stowarzyszenie Wolnomyślicieli Polskich. Znów zaczęła się zapełniać Bereza, ławy oskarżonych i więzienia. W odpowiedzi powstało wiele pism społeczno-politycznych i literackich: „Oblicze Dnia”, „Po prostu”, „Karta”, „Dziennik Popularny”, „Lewar”, „Sygnały”. W maju 1936 r. we Lwowie zorganizowano Zjazd Pracowników Kultury, wielka manifestacja w obronie zagrożonego humanizmu i postępu społecznego. Radykalizacja obejmowała też ruchy młodzieżowe (OMTUR,  ZMW RP „Wici”, Legion Młodych, Związek Polskiej Młodzieży Demokratycznej, Centralny Związek Młodzieży Wiejskiej „Siew”, KZMP), które w marcu 1936 r. opublikowały „Deklarację praw młodego pokolenia”. W obchodach Święta Ludowego w 1936 r. wzięło udział ponad milion chłopów. Zdecydowanie antysanacyjny charakter – mimo obecności gen. Rydza-Śmigłego – miała uroczystość w Nowosielcach pod Przeworskiem. Kilka dni po niej policja zastrzeliła 5 strajkujących robotników rolnych w Krzeszowicach, potem 7 w Ostrowiu Tuligłowskim, brutalnie zlikwidowała strajki chłopskie na Zamojszczyźnie i Wołyniu[potrzebny przypis].
- 1937: strajk chłopski, proklamowany przez władze Stronnictwa Ludowego 15 sierpnia. Głównym celem była walka o likwidację dyktatury sanacyjnej i przywrócenie demokracji i praworządności w Polsce. Trwająca zgodnie z dyrektywami władz SL 10 dni akcja objęła znaczną część kraju. Niemal w całości wystąpiły środkowe powiaty Małopolski. Strajki miały miejsce również w województwach centralnych, poznańskim i częściowo pomorskim. Chłopi, zgodnie z wezwaniem, bojkotowali targi, wstrzymując się zarazem w ogóle od wyjazdu do miasta. Utworzono specjalne bojówki chłopskie. Chłopi barykadowali drogi, staczali utarczki z policją. Administracja, zaskoczona rozmiarami strajku, po kilku dniach bierności rozpoczęła kontrakcję. Do Małopolski skierowano nawet specjalne formacje skoszarowanej policji, osławionych „chłopców z Golędzinowa”. W Muninie policja zabiła 7 osób i raniła 17. W Kasince Małej zginęło 9 chłopów, w Majdanie Sieniawskim – 8. Ogółem w czasie strajku zginęło kilkudziesięciu chłopów. Równocześnie pod pozorem rewizji policja maltretowała mieszkańców szeregu wsi, niszczyła ubrania i sprzęty domowe, dewastowała domy i budynki gospodarcze. Aresztowano kilka tysięcy chłopów. Wypadki na wsi znalazły żywy oddźwięk w środowiskach robotniczych. W kilku ośrodkach miejskich wybuchły strajki solidarnościowe. Najszerszy zasięg akcja ta miała w Tarnowie i Krakowie. Strajk chłopski zorganizowany przez SL w 1937 r. stanowił jednorazowy, najbardziej masowy antysanacyjny zryw na ziemiach polskich. Jego zasięg i liczba uczestników – było ich co najmniej setki tysięcy – stawiały go zarazem na czołowym miejscu wśród masowych wystąpień chłopskich w Europie[potrzebny przypis].
- 1937: w miastach strajki miały głównie charakter ekonomiczny. Poważną rolę odgrywały nadal strajki okupacyjne – było ich ponad 1000. Do większych wystąpień należą: prowadzony z powodów politycznych łódzki strajk powszechny, połączony z głodówką strajk okupacyjny w kopalni „Giesche”, akcja włókniarzy białostockich, górników Śląska i Zagłębia, strajk 10 tys. pracowników miejskich Warszawy, włókniarzy częstochowskich. Ogółem w ciągu roku strajkowało 575 tys. robotników. Jesienią 1937 r. miał miejsce strajk nauczycieli – wyraz protestu przeciwko narzuceniu Związkowi Nauczycielstwa Polskiego kuratora. Z nauczycielami solidaryzowały się partie robotnicze, związki zawodowe, koła inteligenckie. Strajk zakończył się sukcesem[potrzebny przypis]. Jesienią po ogólnopolskim strajku chłopskim w wielkopolskich Szamotułach nastąpił kolejny strajk chłopski.
- Po 1937: stopniowo następowało jednak osłabienie ruchu strajkowego. Wpływało na to wiele czynników: poprawiająca się sytuacja gospodarcza, zwiększanie się zatrudnienia, wzrost zarobków i związane z tym nadzieje na dalszą poprawę płac i warunków pracy. Ponadto uwagę społeczeństwa przykuły wydarzenia międzynarodowe, w tym rosnące zagrożenie ze strony hitlerowskich Niemiec[potrzebny przypis].

## Statystyki
| Lata | Liczba strajków | Liczba zakładów objętych strajkami | Strajkujący (w tys.) | Stracone dni robocze (w tys.) |
| ---- | --------------- | ---------------------------------- | -------------------- | ----------------------------- |
| 1923 | 1263            | 7451                               | 849                  | 6379                          |
| 1924 | 915             | 5400                               | 564                  | 6545                          |
| 1925 | 532             | 1910                               | 149                  | 1285                          |
| 1926 | 590             | 2827                               | 145                  | 1423                          |
| 1927 | 616             | 3838                               | 235                  | 2464                          |
| 1928 | 769             | 5230                               | 354                  | 2781                          |
| 1929 | 494             | 4036                               | 217                  | 1085                          |
| 1930 | 312             | 1185                               | 48                   | 273                           |
| 1931 | 357             | 1154                               | 107                  | 601                           |
| 1932 | 504             | 6219                               | 314                  | 2101                          |
| 1933 | 631             | 7282                               | 343                  | 3829                          |
| 1934 | 946             | 9416                               | 369                  | 2356                          |
| 1935 | 1165            | 11631                              | 450                  | 2008                          |
| 1936 | 2056            | 22016                              | 675                  | 3950                          |
| 1937 | 2078            | 25242                              | 565                  | 3315                          |
| 1938 | 1457            | 9461                               | 269                  | 1289                          |

| Rok   | Strajków | Zakładów | Zwolnionych |
| ----- | -------- | -------- | ----------- |
| 1921  | 67       | 196      | 1141        |
| 1922  | 75       | 1977     | 4877        |
| 1923  | 99       | 125      | 2329        |
| 1924  | 71       | 193      | 1474        |
| 1925  | 55       | 139      | 1769        |
| 1926  | 52       | 80       | 1330        |
| 1927  | 65       | 162      | 715         |
| 1928  | 88       | 156      | 1334        |
| 1929  | 42       | 102      | 1146        |
| 1930  | 30       | 102      | 595         |
| 1931  | 23       | 275      | 1182        |
| 1932  | 36       | 55       | 716         |
| 1933  | 33       | 34       | 1378        |
| 1934  | 79       | 112      | 1321        |
| 1935  | 95       | 123      | 1150        |
| 1936  | 87       | 184      | 1246        |
| 1937  | 110      | 241      | 1249        |
| Razem | 1107     | 4256     | 24952       |

| Rok   | Interwencje policji | Interwencje prokuratora |
| ----- | ------------------- | ----------------------- |
| 1921  | 65                  | 8                       |
| 1922  | 44                  | 2                       |
| 1923  | 77                  | 2                       |
| 1924  | 65                  | 2                       |
| 1925  | 20                  | 2                       |
| 1926  | 59                  | 1                       |
| 1927  | 46                  | 1                       |
| 1928  | 71                  | 1                       |
| 1929  | 48                  | 3                       |
| 1930  | 32                  | 1                       |
| 1931  | 38                  | 1                       |
| 1932  | 81                  | 5                       |
| 1933  | 87                  | 4                       |
| 1934  | 121                 | 14                      |
| 1935  | 201                 | 29                      |
| 1936  | 221                 | 50                      |
| 1937  | 167                 | 17                      |
| Razem | 1443                | 143                     |

| Rok                         | 1930 | 1931 | 1932   | 1933 | Razem |
| --------------------------- | ---- | ---- | ------ | ---- | ----- |
| Liczba wystąpień            | 69   | 66   | 51     | 67   | 253   |
| Liczba uczestników (w tys.) | 38   | 32   | 15     | 23   | 108   |
| Liczba zabitych             | 3    | 2    | 8      | 1    | 14    |
| Liczba ciężko rannych       | 15   | 5    | ok. 25 | 3    | 48    |
| Liczba aresztowanych        | 150  | 123  | 181    | 142  | 596   |